# 金圣道
金圣道（1902年—1934年1月30日），又名金成道，朝鲜族，中国共产党早期人物，曾任中共珲春县委书记、延和县委书记、延吉县委书记、中共东满特委组织部长等职，1934年因左倾民生团事件被错杀。

## 生平
1902年，金圣道出生于朝鲜咸镜北道明川郡，他的父亲是位反日志士。金圣道幼年随其父迁居苏联沿海州，后又搬至中国珲春县大荒沟。1922年，他考入龙井恩真中学，开始接触马克思主义思想，后加入朝鲜共产党（ML派）。1924年，他中学毕业后回大荒沟开展革命工作，并在三一学校任教。1928年，他与金奎凤等人一起开展朝鲜共产党党建工作，并组建了共青团和儿童团。1929年夏，三一学校被珲春日本领事馆巡警捣毁后，他与金槿、金奎凤等人转移到龙井，后参加了“红五月斗争”，并于1930年7月加入中国共产党。
1930年，金圣道和金东洙、朱云光被中共东满特委派到珲春开展党建工作。同年10月，中共珲春县委在大荒沟成立，刘健章被派任县委书记。不久，刘健章身份暴露，被调离珲春。金圣道于同年11月接任中共珲春县委书记之职。同年12月，金圣道被调往延吉，后被中共朝鲜内地工作委员会派往朝鲜工作。1931年4月，工作委员会被破坏后，金圣道又回到延吉。同年4月，中共延和县委遭到破坏，县委书记陈公木等19人被捕。同年6月，金圣道担任中共延和县委书记。同年8月1日，中共延和县委根据中共东满特委的决定被分为中共延吉县委与和龙县委两个县委。金圣道任延吉县委书记。此后，他带领磨盘山、八道沟等地群众开展了秋收斗争。
1931年11月，金圣道被调任中共东满特委组织部长。1932年，他前往珲春县指导建立游击根据地和区苏维埃政府的工作。1932年10月至1933年8月，他领导了延吉、和龙、汪清县的民生团肃反工作。受左倾思想的影响，他错杀了很多人。1933年9月，金圣道在中共东满特委第一次扩大会议上被以“派争主义者”之由撤销了特委组织部长的职务。同年12月，他被扣上“民生团头子”的罪名。在被审查期间，他曾写下“我虽然在工作中犯有错误，但不是‘民生团’员”的血书。但他最终还是在1934年1月30日被处死于汪清县马村南山，时年32岁。1988年1月，中共延边州委为其平反并恢复了党籍。